# Norman Longmate
Norman Richard Longmate (* 15. Dezember 1925 in Newbury, Berkshire; † 4. Juni 2016) war ein englischer Sozial- und Militärhistoriker und Autor. 
Longmate besuchte die Privatschule Christ’s Hospital in West Sussex. Nach dem Kriegsdienst lehrte er Geschichte der Neuzeit am Worcester College in Oxford. Danach arbeitete er als Journalist, als Produzent von Geschichtsdokumentationen bei der BBC und auf dem Sekretariat der BBC. Ab 1983 war er als freier Autor tätig. Ab 1981 war er Fellow der Royal Historical Society.
Er schrieb über zwanzig Bücher. Sein bekanntestes Buch ist How We Lived Then (1971), das auf der Basis von Selbstzeugnissen den Alltag im Vereinigten Königreich während des Zweiten Weltkriegs darstellt.